# Berge & Meer
Die Berge & Meer Touristik GmbH ist ein auf Rundreisen und Kreuzfahrten spezialisierter deutscher Reiseveranstalter mit Sitz in Rengsdorf im Westerwald. Vom 1. November 2001 bis zum 30. September 2019 war das Unternehmen eine Direktvertriebs-Tochter der TUI. Am 1. Oktober 2019 hat die Beteiligungsgesellschaft GENUI GmbH mit Sitz in Hamburg Berge & Meer übernommen. Geschäftsführer ist Marcel Mayer. 2022 beschäftigte der Veranstalter 280 Mitarbeiter.

## Geschichte
Berge & Meer wurde 1978 von Klaus Scheyer gegründet, der den Reiseveranstalter 20 Jahre lang gemeinsam mit Reiner Meutsch führte. Bekannt wurde Berge & Meer mit dem Verkauf von Pauschal- und Gruppenreisen im Direktvertrieb. 2008 verließ Klaus Scheyer das Unternehmen, 2009 Reiner Meutsch, der an Ralf Horter als Geschäftsführer übergab. Ab dem 1. November 2001 und bis zum 30. September 2019 war Berge & Meer eine 100-prozentige TUI-Tochter, die Geschäfte führten Tim Dunker (2011 bis 2021) und Thomas Klein (2011 bis 2020). Anfang August 2019 gab der TUI-Konzern als bisheriger Eigentümer des Unternehmens bekannt, dass es seine Anteile an die Hamburger Beteiligungsgesellschaft GENUI GmbH veräußert hat.
Seit 1997 verkauft Berge & Meer Reisen über ein hauseigenes Callcenter, seit 2000 auch über die eigene Webseite. Seit Januar 2007 bietet Berge & Meer bei Aldi Nord und Süd unter dem Namen Aldi Reisen Hotelurlaub, Rundreisen und Kreuzfahrten an. Seit 2019 steht die Berge & Meer Touristik GmbH als alleiniger Veranstalter hinter Aldi-Reisen. 2003 brachte die TUI Fox-Tours als Reisebüromarke in die Berge & Meer-Gruppe mit ein. Im November 2016 übernahm Fox-Tours den Orientspezialisten OFT Reisen. 2020 ging Fox-Tours in Berge & Meer auf. Von 2011 bis 2016 wurden Berge & Meer-Erlebnisreisen unter der hauseigenen Marke Avastama verkauft. Unternehmenssitz ist seit 2004 ein ehemaliger Hotelkomplex in der Andréestraße in Rengsdorf. 
Im Geschäftsjahr 2012/2013 erwirtschaftete Berge & Meer rund 169 Millionen Euro Umsatz mit etwa 286.000 Urlaubern. Nach dem Corona-Jahr 2021 mit nur 29 Millionen Euro Umsatz erwirtschaftete Berge & Meer im Geschäftsjahr 2022 einen Umsatz von rund 118 Millionen Euro mit circa 190.000 Urlaubern. Seit 2022 bietet Berge & Meer Baustein-Rundreisen und flexible Mietwagenrundreisen an.

## Marke

Ehemaliges Logo

Bis 2004 trat Berge & Meer überwiegend als Veranstalter für Partner wie Tchibo oder Aldi Reisen auf. Seit 2004 wurde der Fokus auf die Eigenmarke gelegt, die vor allem seit einem Markenrelaunch 2014 in den Vordergrund rückt. 2019 und 2020 wurde das Unternehmen mit dem German Brand Award ausgezeichnet. 2021 wurden Berge & Meer-Privatreisen vom Deutschen Institut für Service-Qualität (DISQ) als „Touristikprodukt des Jahres“ ausgezeichnet.